# Nominellt värde
Nominellt värde är det värde som en finansiell tillgång har till namnet (från latinets nomen = namn).
Nominellt värde står i motsats till realvärde, en tillgångs realisationsvärde, eller en tillgångs värde med hänsyn tagen till inflation.